# Bahávalpur
Bahávalpur (urdsky بہاولپور) je město v pákistánské provincii Paňdžáb. Bahávalpur je podle sčítání lidu z roku 2017 jedenáctým největším městem v Pákistánu s 762 111 obyvateli.
Město bylo založeno v roce 1748 a bylo hlavním městem bývalého monarchistického státu Bahávalpur. Město leží na okraji pouště Čolistán a slouží jako vstupní brána do nedalekého národního parku.